# Bumbu
Bumbu är en stadsdel (franska: commune) i Kinshasa. Antalet invånare är 329 234. Arean är 5,3 kvadratkilometer.